# Web of Spider-Man
Web of Spider-Man – trzecia poboczna seria komiksów Marvela o przygodach Spider-Mana wydana pomiędzy rokiem 1985 a 1995. Seria miała wypełnić lukę po Marvel Team-Up. Akcja komiksu rozpoczyna się zaraz po tym jak Peter powraca na Ziemię wraz z czarnym symbiontem. Seria liczy 129 zeszytów.